# Frea castaneomaculata
Frea castaneomaculata là một loài bọ cánh cứng trong họ Cerambycidae.